# Stora Rötjärnen, Dalarna
Stora Rötjärnen är en sjö i Ludvika kommun i Dalarna och ingår i Norrströms huvudavrinningsområde.